# L'Amour brisé
Pour plus de détails, voir Fiche technique et Distribution.
L'Amour brisé (Licence to Kill) est un téléfilm dramatique américain diffusé en 1984, réalisé par Jud Taylor, avec James Farentino, Don Murray, Penny Fuller, Millie Perkins et Denzel Washington. Ce téléfilm a été tourné à Dallas et à Los Angeles. C'est l'un des premiers téléfilms où Denzel Washington apparait.

## Synopsis
Une famille en deuil dont la fille a été tuée dans un accident de voiture par un conducteur ivre, est outrée et frustrée des retards bureaucratiques qu'elle rencontre pour porter l'affaire en justice. Une fois à l'audience, le père est d'abord inquiet de l'inefficacité du jeune procureur à surmonter les aspects techniques et les manœuvres utilisées par l'avocat du conducteur pour garder son client libre. Lorsque le juge est obligé de se prononcer à plusieurs reprises en faveur de la défense, les parents sont scandalisés que le conducteur puisse échapper à la justice et surtout de le voir continuer à circuler librement en voiture sous l'emprise de l'alcool...

## Fiche technique
- Titre français : L'Amour brisé
- Titre original : License to Kill
- Réalisation : Jud Taylor
- Scénario : William A. Schwartz
- Photos : Robert G. Jessup
- Musique : Laurence Rosenthal
- Producteur : Dorothea G. Petrie, Mariam Rees, Anne Hopkins
- Société de production : Marian Rees Associates, D.Petrie Productions
- Société de distribution : Columbia Broadcasting System
- Pays d'origine :  États-Unis
- Langue originale : anglais
- Genre : Drame
- Durée : 96 minutes
- Date de sortie : 10 janvier 1984
- Sortie Dvd  France : 14 octobre 2004
- Sortie Dvd  États-Unis : 2008 par Echo Bridge Home Entertainment

## Distribution
- James Farentino : John Peterson
- Penny Fuller : Judith Peterson
- Don Murray : Tom Fiske
- Millie Perkins : Mary Fiske
- Ari Meyers : Amy Peterson
- Donald Moffat : Webster

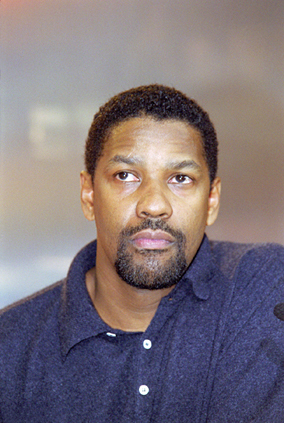
Denzel Washington

- Jacqueline Brookes : Juge Miriam Roth
- Kristen Vigard : Lynne Peterson
- Denzel Washington : Martin Sawyer
- Georges Martin : Steve
- John M.Jackson : Officier Caskey
- Josef Rainer : Campbell
- Jerry Haynes : Bill Wilson
- Marc Gilpin : Larry Chernoff
- Niki Flacks : Meredith